# Podochilus pachyrhizus
Podochilus pachyrhizus là một loài thực vật có hoa trong họ Lan. Loài này được Schltr. miêu tả khoa học đầu tiên năm 1906.